# Biagio Virgili
Biagio Virgili (San Benedetto Po, 28 ottobre 1929 – Trento, 6 giugno 2010) è stato un politico italiano.

## Biografia
Dopo un'infanzia in povertà e un'esperienza come staffetta partigiana durante la Resistenza, si dedica alla politica a tempo pieno dal 1949.
Fa carriera all'interno del Partito Comunista Italiano e delle amministrazioni locali del mantovano, fino a rivestire la carica di assessore provinciale alla sanità della provincia di Mantova dal 1960 al 1964.
Nel 1964 viene scelto come segretario provinciale del PCI di Trento in occasione delle elezioni locali. Con lui, il PCI trentino passa dal 6,56% delle elezioni del 1964 al 9,23% del 1968 e al 10,68% del 1978.
Sempre su indicazione del partito, Virgili si candida nelle liste per il Parlamento ed è eletto deputato nel 1979 per la VII Legislatura. Rieletto nel 1983 per la successiva legislatura, si dimette nel 1986, entrando a far parte del consiglio d'amministrazione della società Autobrennero e dedicandosi all'ANPI locale.
Muore improvvisamente a Trento nel 2010 e viene sepolto nel cimitero civile.